# 北苑街道 (北京市)
北苑街道，是中华人民共和国北京市通州區下辖的一个街道，位于通州城区西部。102国道、京哈铁路、地铁八通线分别穿过街道辖区，京承铁路从西北角穿过，在辖区内设有通州西站和地铁通州北苑站。

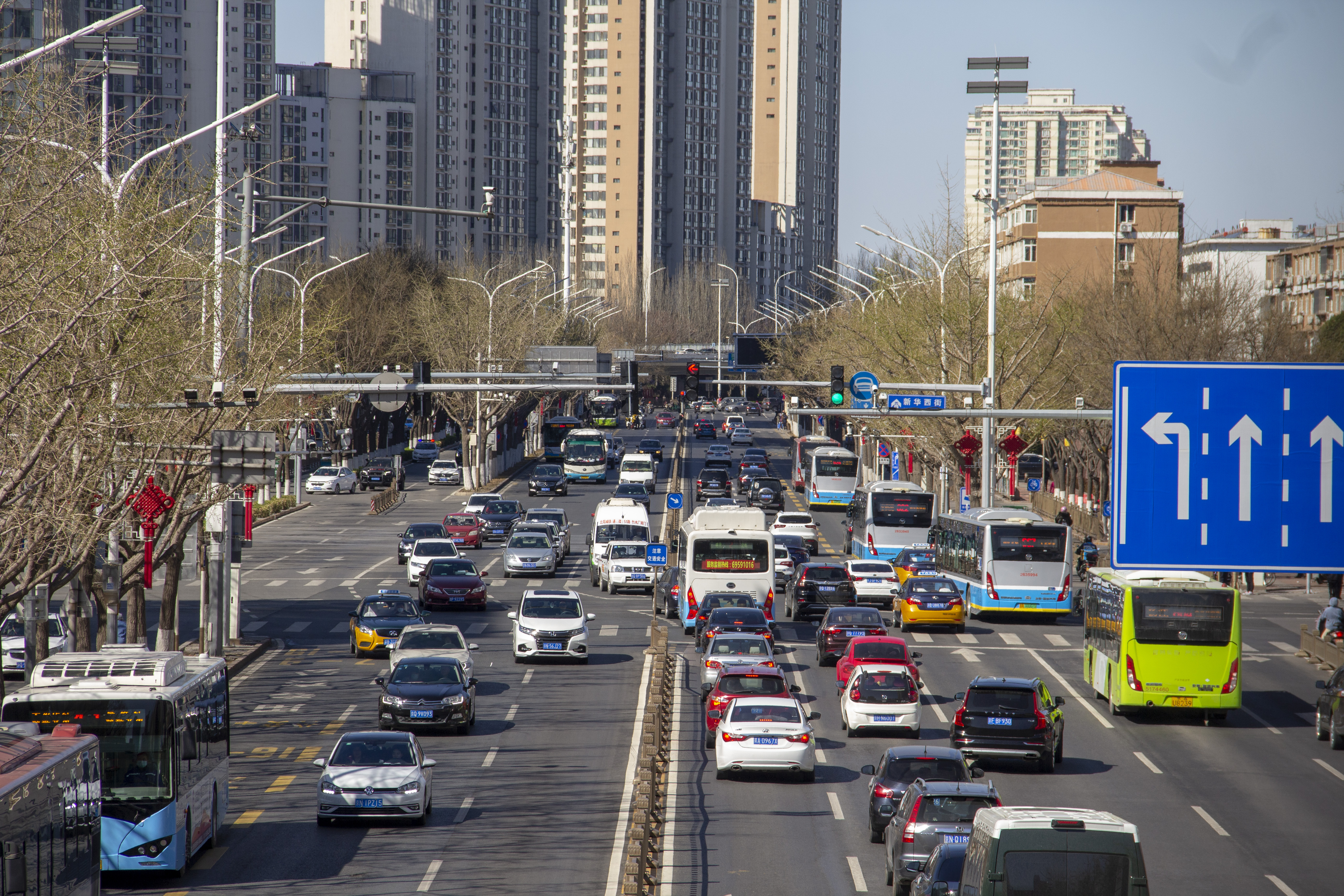
新华西街西段

## 行政区划
北苑街道下辖以下地区：
新华西街社区、中山街社区、复兴南里社区、北苑桥社区、后南仓社区、新城南街社区、帅府社区、玉带路社区、西关社区、长桥园社区、果园西社区、滨惠南三街社区和官园社区。

## 事故
- 2016年12月26日下午1点多，通州区新华西街145号院一平房发生煤气罐爆炸，造成3人死亡[3]。